# Legends of Oz: Dorothy's Return
Legends of Oz: Dorothy's Return is een Indisch-Amerikaanse animatiefilm uit 2013 gebaseerd op het boek Dorothy of Oz geschreven door Roger Stanton Baum. De film ontving slechte recensies en deed het slecht in de bioscopen. Kelsey Grammer won een Razzie voor de film.

## Rolverdeling
- Lea Michele - Dorothy Gale
- Dan Aykroyd - Scarecrow
- Jim Belushi - Lion
- Kelsey Grammer - Tin Man
- Martin Short - Jester/Appraiser
- Hugh Dancy - Marshal Mallow
- Megan Hilty - China Princess/Mouse Queen
- Oliver Platt - Wiser
- Patrick Stewart - Tugg/Tank